# Microstoria
La microstoria è una corrente di ricerca storiografica nata in Italia negli anni settanta. Questo ramo della Storia Sociale ha focalizzato la sua ricerca sul valore delle culture regionali o comunque locali, non considerate nella "grande narrazione" trionfalistica della genesi della civiltà occidentale moderna, fornendo contributi teorici e pratici importanti e innovativi nella storiografia di fine novecento. È strettamente associata alla storia sociale e culturale.

## Nascita ed evoluzione
La parola microstoria risale al 1959, quando lo storico americano George R. Stewart pubblicò Pickett’s Charge: A Microhistory of the Final Attack on Gettysburg, che racconta la storia dell'ultimo giorno della battaglia di Gettysburg, avvenuto il 3 luglio 1863. Un altro uso della parola viene adoperato dallo storico francese Fernand Braudel in cui il concetto aveva subito delle connotazioni negative, essendo utilizzato eccessivamente per la storia degli eventi. Un terzo utilizzo si trova nell'opera spagnola Pueblo en vilo: Microhistoria de San José de Gracia, di Luis González. González fa una distinzione tra microstoria e petite histoire: nel primo caso è sinonimo di storia locale, mentre nel secondo caso si occupa principalmente di aneddoti.
La corrente si raccolse attorno alla rivista Quaderni storici e divenne popolare in Italia all'inizio degli anni settanta del Novecento. Secondo Giovanni Levi, uno dei pionieri della microstoria, essa ha avuto origine come reazione ad una crisi percepita negli approcci storiografici esistenti. Carlo Ginzburg, uno dei fondatori della corrente, ha scritto di aver sentito per la prima volta il termine intorno al 1977, poco dopo ha iniziato a lavorare presso Giulio Einaudi Editore con Levi e Simona Cerutti su Microstorie (1981-1991), una serie di opere microstoriche.

## Elenco dei microstorici
- Simona Cerutti
- Alain Corbin
- Robert Darnton
- Natalie Zemon Davis
- Theo van Deursen
- Arlette Farge
- Clifford Geertz
- Carlo Ginzburg
- Luis Gonzalez y Gonzalez
- Edoardo Grendi
- Maurizio Gribaudi
- Patrizia Guarnieri
- Mark Kurlansky
- Emmanuel Le Roy Ladurie
- Giovanni Levi
- Sigurður Gylfi Magnússon
- Hans Medick
- Luis Mott
- Detlev Peukert
- Osvaldo Raggio
- Jacques Revel
- Guido Ruggiero
- David Sabean
- Mimi Sheller
- Jonathan D. Spence
- Alan Taylor
- Stella Tillyard
- Laurel Thatcher Ulrich
- Domenico Forchino

## Fonti
- Carlo Ginzburg e Carlo Poni, La micro-histoire, Le Débat, dicembre 1981.
- Carlo Ginzburg, Il formaggio e i vermi. Il cosmo di un mugnaio del Cinquecento, Einaudi, 1976, n.ed. 1999, 2009
- Hans Medick, Turning Global? Microhistory in Extension, Historische Anthropologie, vol. 24, 2016), no. 2, p. 241-252
- Jacques Revel, L'histoire au ras du sol , prefazione dell'edizione francese di Pouvoir au village di Giovanni Levi, 1989.
- Jacques Revel, Jeux d'échelles. La micro-analyse à l'expérience, EHESS/Gallimard/Seuil, 1996.
- Éric Humbertclaude, Federico Gualdi à Venise : fragments retrouvés (1660-1678). Recherches sur un exploitant minier alchimiste, Paris, L'Harmattan, 2010, 366 p., ill., ISBN 978-2-296-13092-0
- Giovanni Levi, Le pouvoir au village. Histoire d'un exorciste dans le Piémont du XVIIe siècle, Paris, Gallimard, 1989.